# Ингольд, Франсуа
Франсуа Жозеф Жан Ингольд (фр. François Joseph Jean Ingold; 4 апреля 1894, Нанси — 19 декабря 1980, Париж) — французский военный деятель, дивизионный генерал, кавалер и канцлер ордена Освобождения.

## Биография
Франсуа Ингольд родился в Нанси 4 апреля 1894 года с семье, происходящей из Эльзаса. Отец Франсуа был государственным служащим (инспектор вод и лесов).
Обучался в коллеже Сен-Дье. После начала Первой мировой войны мобилизован 24 августа 1914 года во Французскую армию. Службу начал в 17-м колониальном пехотном полку (фр. 17e Régiment d'infanterie coloniale). В 1915 году принял участие в битве при Артуа, после чего, произведённый в су-офицеры, был отправлен в Сенегал в формируемую «Чёрную армию» (фр. Armée noire).
Прибыв в июле 1916 года во Францию в составе сенегальских стрелков, принял участие в битве на Сомме. В феврале 1917 года поступил в Центр аспирантов при Сен-Сирской военной школе, который окончил в июле 1917 года с производством в аспиранты. Принял участие в боях лета 1917 года на высотах Шмен-де-Дам в составе 7-го колониального пехотного полка (2-й колониальный корпус, 6-я армия).
В 1918 году тяжело ранен. За отличия упомянут в приказе по армии и произведён в су-лейтенанты. Не долечившись, в октябре 1918 года вернулся в свой полк. Окончание войны встретил на территории Лотарингии.
После начала Рифской войны в 1921 году направлен на юг Марокко офицером разведывательной службы.
Прошёл обучение на юридическом факультете Алжира и Нанси и в 1923 году получил диплом юриста. В конце 1924 года вновь в Марокко: сперва в штабе территорий Юга, а после окончания Рифской войны и до 1929 года — в Рабате. Произведённый в капитаны, три года проводит на командных должностях в 22-м колониальном пехотном полку в Экс-ан-Провансе, после чего направлен на Мадагаскар помощником командира полка мадагаскарских стрелков.
В 1935 году начал публиковать свои первые работы по истории Французской армии («В бою с колониальными войсками» и «Чёрные войска в бою»), а также сотрудничать с военными журналами.
После начала Второй мировой войны, в сентябре 1939 года переведён во Французскую Экваториальную Африку в Браззавиль. В январе 1940 года назначен командующим войсками в Форт-Аршамбо в Чаде и командиром 5-го батальона африканских резервистов. Приветствовал призыв генерала де Голля и присоединил свои войска к движению «Свободная Франция», за что был заочно приговорён правительством Виши к смертной казни.
Во время войны исполнял должности командующего войсками в Камеруне, помощника генерала Леклерка, командующего колонной войск во время французского наступления на Феццан (декабрь 1942 — январь 1943). 12 января 1943 года награждён орденом Освобождения. Произведённый в полковники, участвовал весной 1943 года в Тунисской кампании, где отличился при прорыве «линии Марет».
25 августа 1944 года произведён в бригадные генералы. В 1945 году получил в командование 2-ю колониальную дивизию. В 1947 году назначен командующим 1-й пехотной дивизионной группой, в 1948 году направлен в Нигер. В 1951 году произведён в дивизионные генералы.
Являясь с 29 сентября 1944 года членом Совета ордена Освобождения, в феврале 1958 года назначен на должность канцлера ордена. На этом посту посвятил себя составлению и выпуску «Мемориала соратников Освобождения» (фр. Le Mémorial des Compagnons de la Libération).
В мае 1961 года назначен в состав судей Верховного военного трибунала для суда над участниками «путча генералов».
31 августа 1962 года уволен по прошению в отставку. Посвятил себя написанию военно-исторических работ, многие из которых были удостоены призов Французской академии.
Скончался 19 декабря 1980 года в военном госпитале Валь-де-Грас в Париже. Прощание с генералом прошло в Доме инвалидов. Похоронен в семейном склепе в Серне (департамент Верхний Рейн).

## Семья
Жена генерала Ингольда — Мария-Антуанетта. Старший сын Шарль (1921—1941) служил в британских Королевских ВВС. Погиб в воздушном бою. Младший сын Жерар издал в 1995 году биографию отца.
Брат Морис Ингольд (1895—1945), участник движения Сопротивления, был депортирован и погиб в концлагере Дахау.

## Память
В память Франсуа и Мориса Ингольдов в 1999 году на доме № 8 по улице Вокзальной в городке Фрез, где семья жила с 1904 по 1914 год, установлена памятная плита. Улица Вокзальная переименована в улицу Генерала Франсуа Ингольда.

## Награды
- Большой офицерский крест ордена Почётного легиона
  - Командорский крест ордена Почётного легиона
- Орден Освобождения (12 января 1943 года)
- Большой крест Национального ордена Заслуг
- Военный крест 1914—1918
- Военный крест 1939—1945
- Колониальная медаль с планками «Maroc», «Maroc 1925—1926», «AFL», «Fezzan-Tripolitaine», «Tunisie»
- Крест Бойца 1939—1945
- Крест Добровольцев Сопротивления
- Орден «За выдающиеся заслуги» (Великобритания)

## Публикации
Франсуа Ингольд являлся автором публикаций:
- Au combat avec les troupes coloniales. — Paris: Berger-Levrault, 1938.
- Dix batailles avec la Légion. — Paris: Berger-Levrault, 1938.
- Les Troupes noires au combat, cas concret pour servir à l'étude des formes de guerre. — Paris: Berger-Levrault, 1940.
- Éphémérides à l'usage des troupes noires. — Cameroun, 1942.
- L'Action des troupes du général Leclerc dans la libération de la Tunisie février-mai 1943: Editions Combat, s.d. Alger. — 1943.
- Soldats du Tchad, campagnes sahariennes 1940-1943. — Alger: Office Français d'Edition, 1944.
- Lettres à la France Combattante. — Alger: Office Français d'Edition, 1944.
- Ceux de Leclerc en Tunisie, février-mai 1943. — Paris: Office Français d'Edition, 1945.
- Lettres de la France Combattante. — Paris: Office Français d'Edition, 1945.
- L'Appel de l'Afrique primitive, juin-août 1940 au Tchad. — Paris: Gründ, 1945.
- L'Epopée Leclerc au Sahara. — Paris: Berger-Levrault, 1945. (Большой императорский приз Французской академии).
- L'Armée coloniale. — Reboul, 1945—1946.
- Veillons au salut de l'Empire. — Paris: Impr. des Éditions Spes, 1945.
- De la douleur. — Paris: Littéraires de France, 1947.
- Le Général Leclerc. — Service de documentation, 1947.
- Sous l'ancre d'or. — Colbert, 1947—1948.
- Les enthousiasmes méditerranéens. — Paris: Pouzet, 1951.
- La Dernière Patrouille. — Raon-l'Etape: Fetzer, 1951.
- Bêtes et Hommes du Niger. — Paris: La Toison d'Or, 1953.
- Terre des Bêtes. — Paris: La Toison d'Or, 1954.
- Les Dialogues des soldats morts. — Debresse, 1955. (Приз Французской академии).
- Amitié France Afrique noire. — Paris: Durassié, 1957.
- Le Chemin, (mémoires). — Productions de Paris, 1958. (Приз имени Раймона Пуанкаре).
- Dans les hautes herbes / illustrations de Maurice Raffray. — Paris: Magnard, 1958. (Приз Французской академии).
- Samory, sanglant et magnifique. — Scorpion, 1961. (Приз Академии моральных и политических наук).
- Mémorial des compagnons. — Imprimerie nationale, 1961. (Приз Французской академии).
- Maurice mon frère. — Durassié, 1965.
- Songes : une nuit à Karthoum. — Paris: Peyronnet, 1969.
- De l'amitié. — Paris: Nouvelles Editions Latines, 1970.
- Voix d’outre-tombe. — Paris: Nouvelles Editions Latines, 1970.
- Le soldat et la mort. — Paris: Tequi, 1973.
- Terres malgaches. — Paris: Carrefour des Lettres, 1974.
- Une ombre sur mon chemin. — Paris: Tequi, 1975.
- Au-dessus de la guerre il y a la paix. — Paris: Tequi, 1976.
- Misère et grandeur du troisième âge. — Paris: Tequi, 1977.

В соавторстве:
- Les Armées françaises dans la Grande Guerre. — 1938.
- Les Compagnons de la grandeur. — 1946.
- Leclerc de Hauteclocque. — Paris: Littéraires de France, 1948.
- Trente ans d'histoire. — 1948.
- Kleber fils d'Alsace, collection de l'académie d'Alsace. — 1953. (Приз Французской академии).
- Histoire et épopée des troupes coloniales. — 1956.
- Hommes et destins. — Académie des sciences d'outre-mer, 1974—1977. — Vol. I et II.